# Kanaat Karabach
Het kanaat Karabach (Azerbeidzjaans: Qarabağ Xanlığı; Perzisch: خانات قره‌باغ, Xānāt e Qarebāq) was een semi-onafhankelijk Azerbeidzjanen kanaat op het grondgebied van hedendaags Azerbeidzjan en Armenië. Het kanaat stond onder suzereiniteit van de Perzisch-Turkse Kadjaren-dynastie. 
Het kanaat werd gevestigd door Panah Ali Khan in 1748 in Karabach en omgelegen gebieden. In 1806 werd het gebied veroverd door het Keizerrijk Rusland, en bij het Verdrag van Gulistan (1813) afgestaan aan de Russen. In 1822 werd het kanaat formeel opgeheven en ging het gebied op in het Russische Rijk.

## Heersers
- Panah Ali Khan (1747 - 1761)
- Ibrahim Khalil Khan (1761 - 1806)
- Mahdiqoli Khan Javanshir (1806 - 1822)